# Liste des milliardaires du monde

La liste des milliardaires du monde (The World's Billionaires) est un classement établi et compilé annuellement au mois de mars par le magazine économique américain Forbes. La première liste est publiée en mars 1987. Dans le classement sont exclues les familles royales.

## Méthodologie
La liste des milliardaires du monde par le magazine Forbes est un classement des fortunes estimées en dollars des États-Unis réalisé à un instant donné. Le 5 mars 2019, Forbes publie sa 33° édition du classement annuel des milliardaires. Le magazine précise que les milliardaires de cette année sont moins nombreux, et en général moins riches que l'année précédente. Cette année voit aussi l'entrée de la plus jeune milliardaire de l'histoire, en la personne de Kylie Jenner . Ce titre lui est toutefois retiré quelques mois plus tard. 
L'instantané du classement 2018 a été réalisé le 9 février 2018. Sont pris en compte les actifs, les sociétés, les biens immobiliers, les objets d'arts, les yachts et autres.
Des personnalités publiques ne sont pas intégrées dans le classement comme les familles royales, car pour le magazine « leur argent est par essence dû à leur position de dirigeant. En d’autres termes, leurs biens appartiennent en réalité à leur pays (…). Quand ils mourront, la fortune ira au prochain roi ou sultan ».

## Personnes les plus riches du monde (en dollars) par année
| Année | No 1              | Fortune         | No 2                 | Fortune         | No 3                          | Fortune         |
| ----- | ----------------- | --------------- | -------------------- | --------------- | ----------------------------- | --------------- |
| 1987  | Yoshiaki Tsutsumi | 20 milliards    | Taikichiro Mori      | 15 milliards    | Shigeru Kobayashi             | 7,5 milliards   |
| 1988  | Yoshiaki Tsutsumi | 18,9 milliards  | Taikichiro Mori      | 18 milliards    | Paul Reichmann                | 9 milliards     |
| 1989  | Yoshiaki Tsutsumi | 17 milliards    | Taikichiro Mori      | 14,2 milliards  | Sam Walton                    | 8,7 milliards   |
| 1990  | Yoshiaki Tsutsumi | -               | -                    | -               | John Kluge                    | -               |
| 1991  | Taikichiro Mori   | 15 milliards    | Yoshiaki Tsutsumi    | 14 milliards    | John Kluge                    | 5,6 milliards   |
| 1992  | Taikichiro Mori   | 13 milliards    | Yoshiaki Tsutsumi    | 10 milliards    | Bill Gates                    | 6,3 milliards   |
| 1993  | Yoshiaki Tsutsumi | -               | Warren Buffett       | 8,3 milliards   | Bill Gates                    | 6,1 milliards   |
| 1994  | Bill Gates        | 9,35 milliards  | Warren Buffett       | 9,2 milliards   | Yoshiaki Tsutsumi             | 8,5 milliards   |
| 1995  | Bill Gates        | 12,9 milliards  | Warren Buffett       | 10,7 milliards  | Yoshiaki Tsutsumi             | 9 milliards     |
| 1996  | Bill Gates        | 18,5 milliards  | Warren Buffett       | 15 milliards    | Paul Sacher                   | 13,1 milliards  |
| 1997  | Hassanal Bolkiah  | 38 milliards    | Bill Gates           | 36,4 milliards  | Sam Walton                    | 27,6 milliards  |
| 1998  | Bill Gates        | 51 milliards    | Sam Walton           | 48 milliards    | Hassanal Bolkiah              | 36 milliards    |
| 1999  | Bill Gates        | 90 milliards    | Warren Buffett       | 36 milliards    | Paul Allen                    | 30 milliards    |
| 2000  | Bill Gates        | 60 milliards    | Larry Ellison        | 47 milliards    | Paul Allen                    | 28 milliards    |
| 2001  | Bill Gates        | 58,7 milliards  | Warren Buffett       | 32,3 milliards  | Paul Allen                    | 30,4 milliards  |
| 2002  | Bill Gates        | 52,8 milliards  | Warren Buffett       | 35 milliards    | Karl Albrecht / Theo Albrecht | 26,8 milliards  |
| 2003  | Bill Gates        | 40,7 milliards  | Warren Buffett       | 30,5 milliards  | Karl Albrecht / Theo Albrecht | 25,6 milliards  |
| 2004  | Bill Gates        | 46,6 milliards  | Warren Buffett       | 42,9 milliards  | Paul Allen                    | 21 milliards    |
| 2005  | Bill Gates        | 46,5 milliards  | Warren Buffett       | 44 milliards    | Lakshmi Mittal                | 25 milliards    |
| 2006  | Bill Gates        | 51 milliards    | Warren Buffett       | 44 milliards    | Carlos Slim Helú              | 30 milliards    |
| 2007  | Bill Gates        | 56 milliards    | Warren Buffett       | 52 milliards    | Carlos Slim Helú              | 49 milliards    |
| 2008  | Warren Buffett    | 62 milliards    | Carlos Slim Helú     | 60 milliards    | Bill Gates                    | 58 milliards    |
| 2009  | Bill Gates        | 40 milliards    | Warren Buffett       | 37 milliards    | Carlos Slim Helú              | 35 milliards    |
| 2010  | Carlos Slim Helú  | 53,5 milliards  | Bill Gates           | 53 milliards    | Warren Buffett                | 47 milliards    |
| 2011  | Carlos Slim Helú  | 74 milliards    | Bill Gates           | 56 milliards    | Warren Buffett                | 50 milliards    |
| 2012  | Carlos Slim Helú  | 69 milliards    | Bill Gates           | 66 milliards    | Warren Buffett                | 44 milliards    |
| 2013  | Carlos Slim Helú  | 73 milliards    | Bill Gates           | 67 milliards    | Amancio Ortega Gaona          | 57 milliards    |
| 2014  | Bill Gates        | 76 milliards    | Carlos Slim Helú     | 72 milliards    | Amancio Ortega Gaona          | 64 milliards    |
| 2015  | Bill Gates        | 79,6 milliards  | Carlos Slim Helú     | 79 milliards    | Warren Buffett                | 72,7 milliards  |
| 2016  | Bill Gates        | 79,3 milliards  | Amancio Ortega Gaona | 77,5 milliards  | Warren Buffett                | 65,9 milliards  |
| 2017  | Bill Gates        | 86 milliards    | Warren Buffett       | 75,6 milliards  | Jeff Bezos                    | 72,8 milliards  |
| 2018  | Jeff Bezos        | 112 milliards   | Bill Gates           | 90 milliards    | Warren Buffett                | 84 milliards    |
| 2019  | Jeff Bezos        | 131 milliards   | Bill Gates           | 96,5 milliards  | Warren Buffett                | 82,5 milliards  |
| 2020  | Jeff Bezos        | 175,3 milliards | Bill Gates           | 114,7 milliards | Bernard Arnault               | 110,9 milliards |
| 2021  | Elon Musk         | 271,7 milliards | Bernard Arnault      | 198,8 milliards | Jeff Bezos                    | 192,6 milliards |
| 2022  | Bernard Arnault   | 185,1 milliards | Elon Musk            | 137 milliards   | Gautam Adani                  | 127,8 milliards |
| 2023  | Elon Musk         | 251,3 milliards | Bernard Arnault      | 200,7 milliards | Jeff Bezos                    | 174,2 milliards |
| 2024  | Elon Musk         | 421,2 milliards | Jeff Bezos           | 233,5 milliards | Larry Ellison                 | 209,7 milliards |
| 2025  | Elon Musk         | 421,2 milliards | Jeff Bezos           | 233,5 milliards | Larry Ellison                 | 209,7 milliards |

## Critiques
Le Monde critique le classement de 2018, qui passe « à côté de fortunes gigantesques dissimulées par leurs propriétaires dans des juridictions discrètes et des structures opaques, comme les sociétés écrans, les fondations ou les trusts ». Le journal fait référence aux dissimulations qu'il a révélées avec les Paradise Papers en 2017. Le quotidien explique qu'« à défaut de fuites massives de données confidentielles, la nature réelle du patrimoine des milliardaires reste donc bien souvent inconnue du grand public – et de Forbes ». Le site Arrêt sur images note que la méthodologie du classement doit être remise « sérieusement en cause ».